# Calocidae
Calocidae  (лат.) — семейство ручейников подотряда Integripalpia. Около 20 видов. 

## Описание
Австралия и Новая Зеландия. Взрослые ручейники имеют мелкие и средние размеры (длина передних пятнистых крыльев составляет 5—14 мм). Самцы некоторых родов с вытянутой головой. Один обитающий на Тасмании вид ведёт наземный образ жизни среди мхов во влажных лесах. 

## Систематика
В настоящее время семейство включает 7 родов и около 20 видов. Из них 6 родов эндемичны для Австралии (Caenota Mosely, Caloca Mosely, Calocoides Neboiss, Pliocaloca Neboiss, Tamasia Mosely) и 1 род — эндемик Новой Зеландии (Pycnocentrella). 
Семейство было установлено Россом (Ross, 1967) для нескольких родов, оригинально размещённых в семействах Sericostomatidae, Beraeidae и Odontoceridae. Однако, в своей статье Росс не дал характеристики новому семейству. В той же статье Росс поместил вид Pycnocentrella eruensis Mosely, оригинально описанный в составе семейства Beraeidae, в новосозданное им семейство Pycnocentrellidae, позднее сведённое в синонимы к семейству Calocidae (Neboiss, 1977). Род Alloecentrella Wise из Новой Зеландии, впервые также описанный в семействе Beraeidae, был в итоге перемещён из Calocidae в Helicophidae (Henderson and Ward, 2007). 
- Alloecentrella Wise, 1958
  - Alloecentrella magnicornis Wise, 1958
- Caenota Mosely in Mosely & Kimmins, 1953
  - Caenota galeata Neboiss, 1984
  - Caenota monteithi Neboiss, 1984
  - Caenota nemorosa Neboiss, 1984
  - Caenota plicata Mosely in Mosely & Kimmins, 1953
  - Caenota simulans Mosely in Mosely & Kimmins, 1953
- Caloca Mosely in Mosely & Kimmins, 1953
  - Caloca ascita  Neboiss, 1977
  - Caloca eba  Mosely in Mosely & Kimmins, 1953
  - Caloca fallia  Mosely in Mosely & Kimmins, 1953
  - Caloca saneva  (Mosely in Mosely & Kimmins, 1953)
  - Caloca straminea  Mosely in Mosely & Kimmins, 1953
  - Caloca tertia  Mosely in Mosely & Kimmins, 1953
- Calocoides Neboiss, 1984
- Calocoides aquilonia Neboiss, 1984
- Pliocaloca Neboiss, 1984
  - Pliocaloca dasodes Neboiss, 1984
  - Pliocaloca fastigiata Neboiss, 1984
  - Pliocaloca mucronata Neboiss, 1984
- Pycnocentrella Mosely in Mosely & Kimmins, 1953
  - Pycnocentrella eruensis Mosely in Mosely & Kimmins, 1953
- Tamasia Mosely, 1936
  - Tamasia acuta Neboiss, 1984
  - Tamasia furcilla Neboiss, 1984
  - Tamasia variegata Mosely, 1936